# 张会亭
张会亭（1901年—1967年），安徽颍上人，中华人民共和国政治人物。
担任淮颍乡陈屯村农会主任，高级农业社主任。1954年，当选第一届全国人民代表大会代表。